# Antonio María del Valle Angelín
Antonio María del Valle Angelín (Madrid, 20 de febrer de 1791 – Madrid, 15 de maig de 1863) va ser un militar, hisendista i polític espanyol, ministre durant la minoria d'edat d'Isabel II d'Espanya.

## Biografia
En 1808 era segon tinent combatent en la Guerra del francès. Va romandre en l'Exèrcit fins a 1822, cessà en ser nomenat oficial vuitè segona en el Ministeri de la Guerra. Exiliat després del fracàs del Trienni liberal per ser un furibund liberal, en tornar - després de la mort de Ferran VII d'Espanya - en la legislatura de 1836 va ser escollit procurador en Corts per la província de Càceres, entrant en la Comissió d'Hisenda. En 1837 va ser nomenat intendent de Puerto Rico.  Ministre interí d'Hisenda entre el 26 de maig i el 17 de juny de 1842; en la legislatura de 1843 va ser escollit Senador per Càceres. Va casar amb Inocencia Serrano que, en enviduar d'ell, en 1863, va contreure segon matrimoni amb el mecenes Enrique de Aguilera y Gamboa, marquès de Cerralbo.